# Blutonium Boy
Blutonium Boy (echte naam: Dirk Adamiak) is een hardstyle producer/dj uit Duitsland. Hij begon als Session One (zijn trance-alias) in 1988 te draaien. Adamiak zou Europees bekend worden rond 1997, hij was al bekend in Duitsland, toen hij onder Session One "Dreams In My Fantasy" uitbracht. Dit nummer werd gepromoot en gedistribueerd door East West - Warner met een video op VIVA TV en door het veel op de radio te draaien. Door de singles die volgen: "Be In My Dream" (1998), "Ocean Of Emotion" (2000), "No Gravity" (2001), "Journey Through The Time" (2001), "Dreams In My Fantasy 2003" (2002), "In The Way" (2003), "Forever" (2004) werd hij ook in andere delen van de wereld bekend, zoals Australië en Japan. Een ander alias van Adamiak is Future Session. Blutonium Boy werkt vaak samen met DJ Neo (Christopher Ast). Met zijn 12 laatste hardstyle compilaties (Blutonium Presents Hardstyle onder EMI Music) is Adamiak telkens in de top 20 van de German Media Control Charts gekomen.

## Blutonium Records
Adamiak richtte een eigen eigen label op, Blutonium Records. Blutonium Records werd later Blutonium Media Germany, gevestigd in Keltern met 5 sublabels waarvan er nu een paar nog platen uitbrengen. De sublabels zijn Blutonium Traxx, Dance 2 Trance, Pumping Trance, Q-Asar, Trianon Records. Aangezien Blutonium Records nu geen trance meer maakt maar hardstyle, wordt de trance aan de sublabels overgelaten. In december 2005 bracht Blutonium Records haar 100ste release uit. In 2007 besloten Adamiak en Ast samen een project te vormen, genaamd Blutonium Boys, omdat ze al zo lang met elkaar optreden en produceren. Hun eerste productie was Use Me / XTC.